# Автомобільна вулиця (Мелітополь)
Автомобі́льна вулиця — вулиця в Мелітополі. Йде від провулка Олександра Тишлера до вулиці Чкалова.

## Історія
Рішення про прорізку вулиці прийнято 23 травня 1958.
24 квітня 1980 року була перейменована на вулицю Дмитра Ульянова на честь Дмитра Ілліча Ульянова (1874—1943), російського революціонера, молодшого брат В. І. Леніна. 11 червня 1981 року рішення міськвиконкому про перейменування вулиці скасували, і вулиці повернули назву Автомобільна.